# Міське озеро (Івано-Франківськ)
Міський став, Міське́ о́зеро (стара назва — Станісла́вський став — найбільший штучний став міста Івано-Франківська. Розташований в південно-західній частині міста, на захід від Парку імені Тараса Шевченка. 
Площа водного дзеркала 32.8 га. Споруджене 1955 року. Облаштований набережними, є кілька причалів для човнів. У південно-західній частині ставу є «Острів Закоханих», до якого веде пішохідний місток. 
Міський став — одне з улюблених місць відпочинку жителів міста.
За часів Сталіна на цих землях були створені ставки, що за допомогою шлюзів з'єднувались з рікою Бистриця Солотвинська. У 1955-му ці шлюзи прибрали і вода залила усі ті ставки, таким чином утворивши Станіславське море, що стало улюбленим місцем відпочинку місцевих жителів та гостей Івано-Франківська.

## Світлини та відео

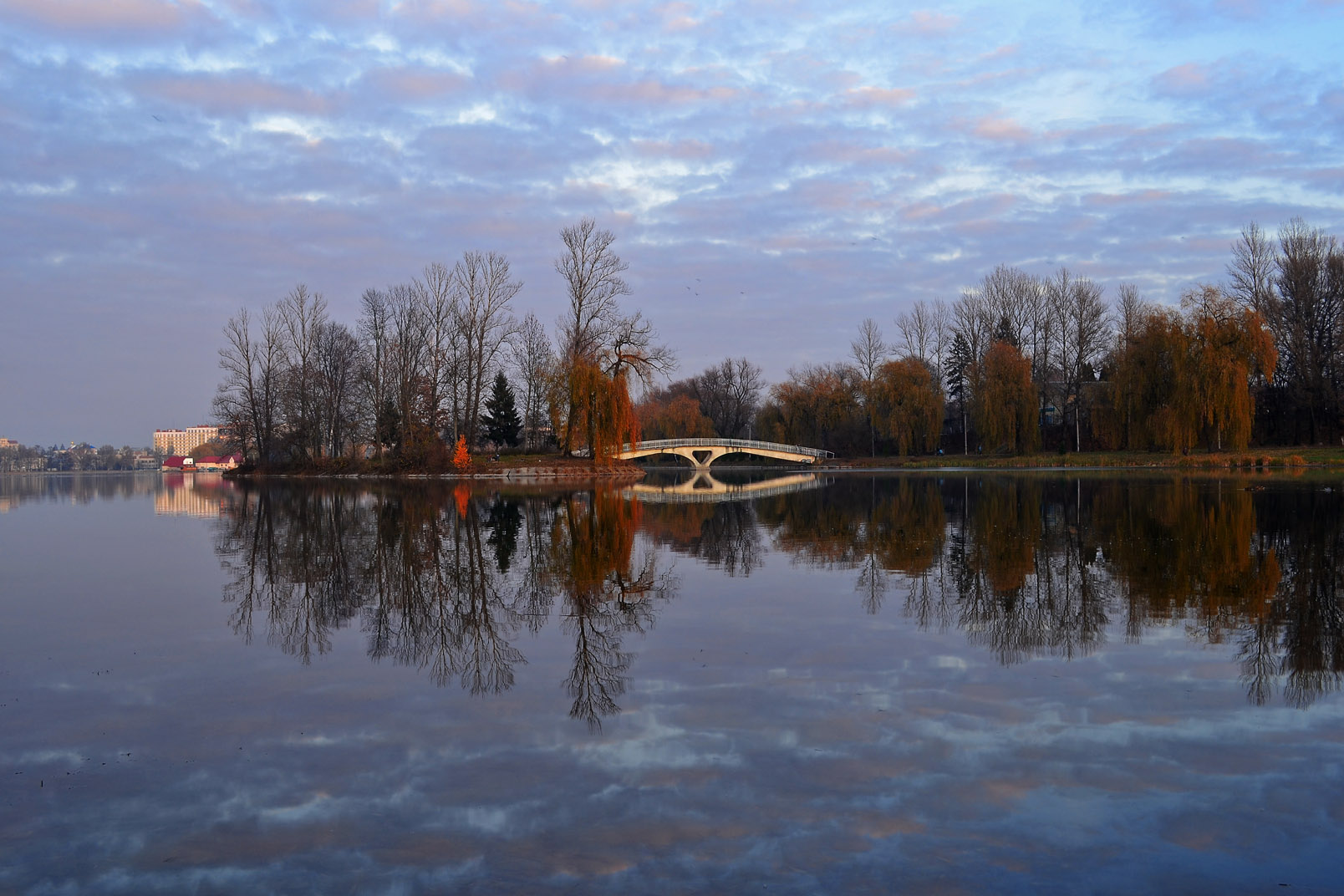
Міст на острів Кохання
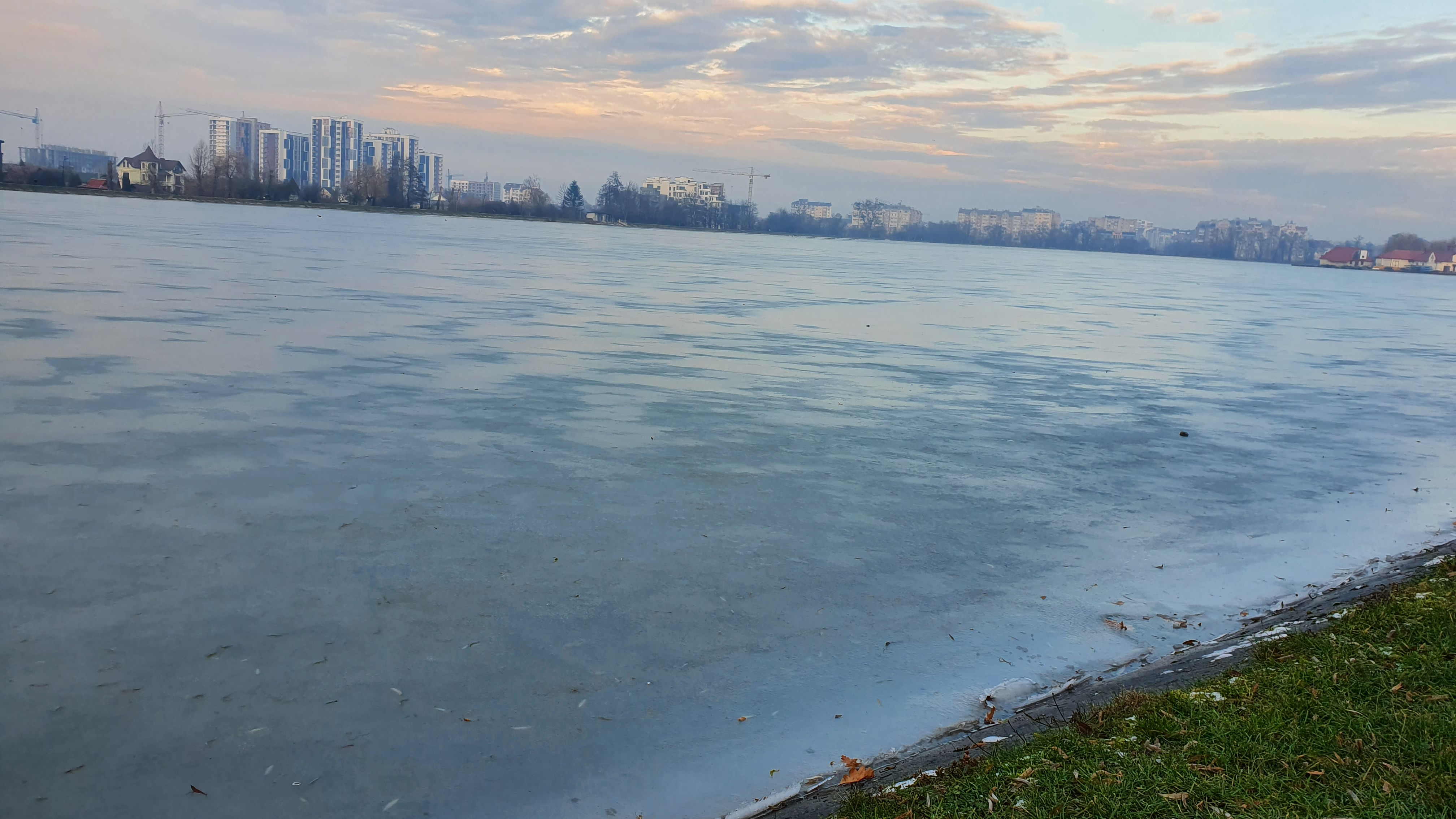
Міське озеро під тонкою кригою
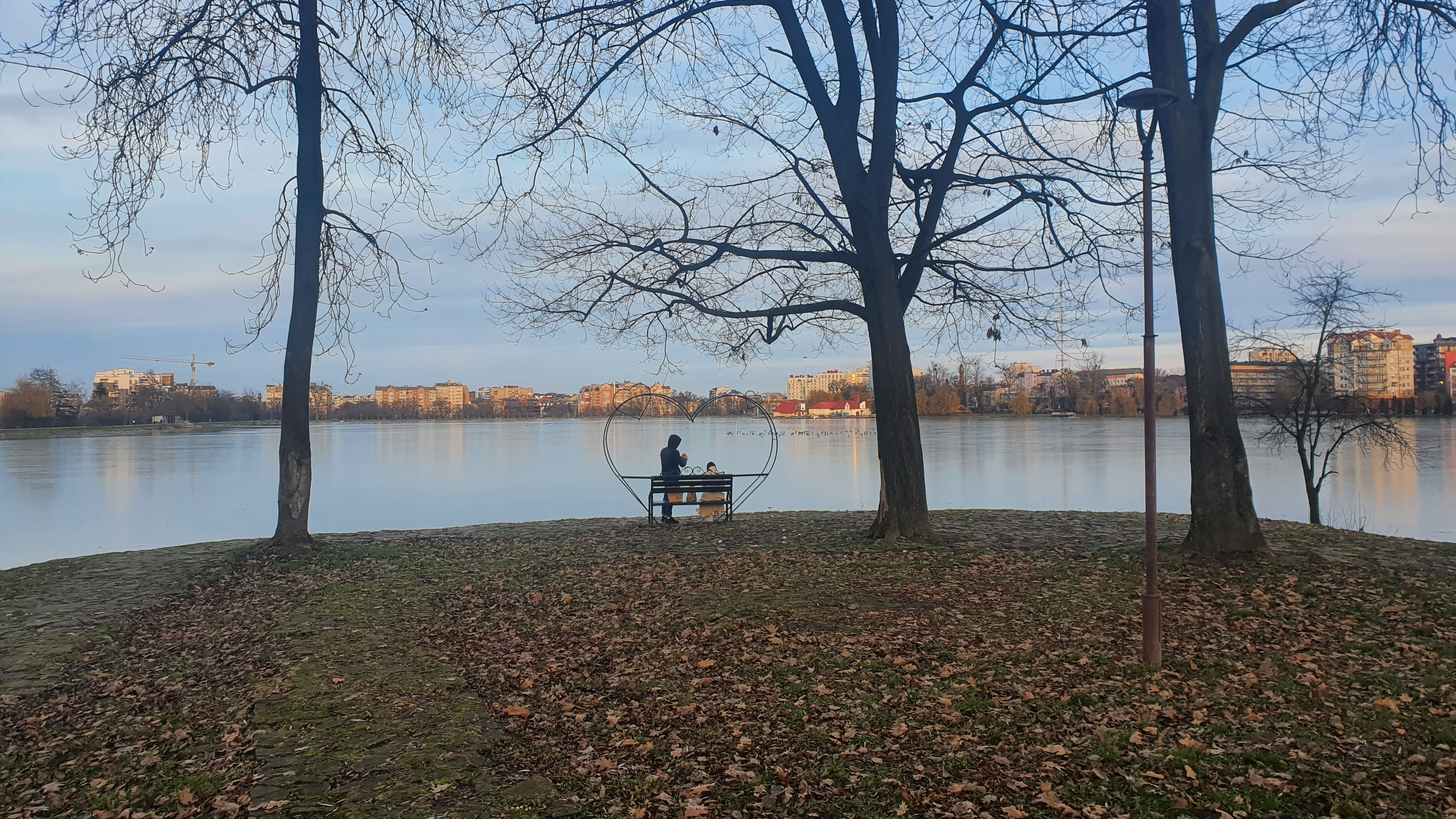
Вид з острова Кохання
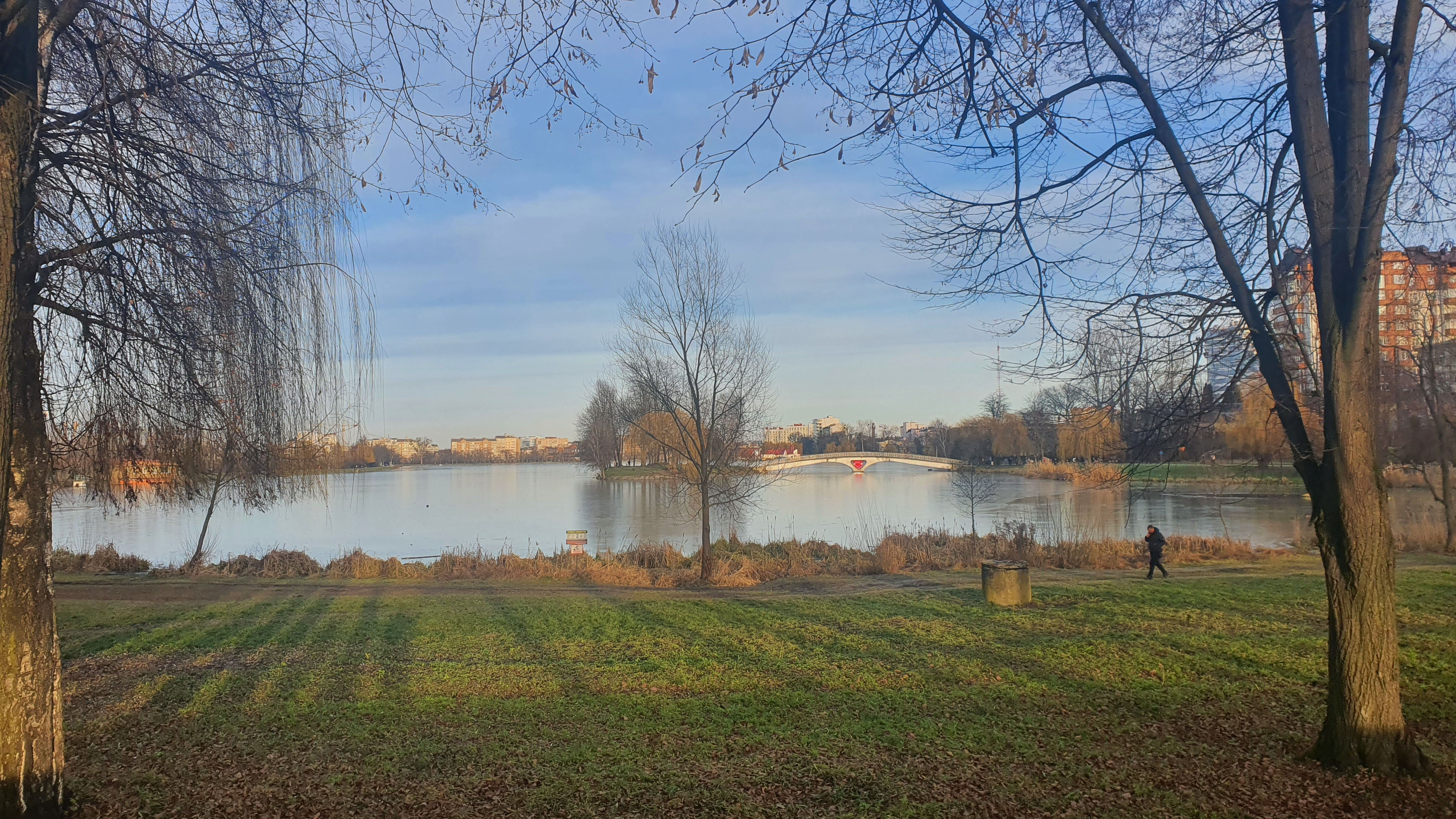
Вид на острів Кохання та міське озеро
- Відео озера